# Torsten Arnbro
Torsten Johannes Arnbro, född 4 maj 1949, är en svensk vispoet och kompositör.
Sin visdebut gjorde i mitten på 1970-talet när den finska visgruppen Cumulus tog med tre av hans visor på sin första svenska LP. Cumulus släppte också en Sverige-singel där hans visa "Människan" är med. Hans visproduktion har resulterat i ett antal CD-skivor med eget och andras material. 1996 spelade han in en CD, Under Elfviks gröna ekar, med okända Bellman-sånger från dennes många besök på Elfvikslandet på Lidingö.
Arnbro har arbetat professionellt med visor i snart 40 år. Han har på senare år arbetat med lyriska program, där han presenterat bland andra Helmer Grundström, Pär Lagerkvist, Nils Ferlin, Carl Michael Bellman i musikaliska föredrag, innehållande recitation, tonsatta dikter och kåserier. Han har även skrivit sånger för kör med Göran Rygert, Göran Lindal, Ove Engström och Nils Wallnäs som arrangörer. 
1989 släppte han sin första LP med egna visor, och sedan dess har det blivit fyra CD till. Många av hans visor är översatta till danska. Han förekommer också med sina visor i olika svenska visböcker. År 1995 gav han ut sitt eget vishäfte med tolv sånger från CD:n Morgon vid havet. Under 1990-talet verkade han ideellt i skolprojekt, där han lät 7–9-åringar delta i nyskrivna barnmusikaler, som integrerades i undervisningen. Mer än 800 barn har spelat i musikalerna.
1998 skrev Arnbro musik och texter till en pjäs, Med Purpur och Kanel så Himlaklotet vänds, som handlar om den första fabriksmässiga vävmaskinen i Sverige som sattes upp 1804 i vävfabriken på Elfvik. 300 personer spelade i uppsättningen med Palle Granditsky och Margaretha Byström som huvudskådespelare. 2001 skrev han pjäsen Möte I Basunen, som beskriver ett omöjligt möte mellan Carl Michael Bellman och Evert Taube samt deras fruar Lovisa Grönlund och Astri Bergman Taube. Det tragikomiska stycket innehåller originalsånger av Arnbro.

## Stipendier och utmärkelser
- 1995 – Lidingö stads kulturpris i musik
- 1996 – Stim-stipendium
- 1997 – Konstnärsnämndens arbetsstipendium för upphovsmän inom musikområdet
- 1998 – Årets Lidingöbo (för sina kulturella insatser inom musik och teater)
- 2000 – Lidingö stads arbetsstipendium
- 2005 – Nils Ferlin-Sällskapets trubadurpris
- 2023 – Sölvesborgs Kulturpris.

## Diskografi
- 1989 – Visornas vind
- 1992 – Morgon vid havet
- 1996 – Under Elfviks gröna ekar – sånger av Carl Michael Bellman
- 1998 – Hembygdens sånger – Lidingövisor från tre sekler